# 早読み 深読み 朝鮮半島
「早読み 深読み 朝鮮半島」（はやよみ ふかよみ ちょうせんはんとう）とは、元日本経済新聞社編集委員の鈴置高史が『日経ビジネスオンライン』誌上で、韓国・北朝鮮情勢を報告・評論していたコラムである。コラムは、2012年（平成24年）1月24日に開始され、以後不定期に掲載されていたが、2019年（平成31年）1月8日に連載を終了した。

## 概要
「早読み 深読み 朝鮮半島」は日経BPが運営する公式ウェブサイト『日経ビジネスオンライン』誌上の「アジア・国際」欄に連載されていたコラムの一つである。2012年（平成24年）1月24日に開始され、以後不定期に掲載されていた。コラムの執筆者は元日本経済新聞社編集委員の鈴置高史である。
2009年（平成21年）まで、NIKKEI NET「NETアイ プロの視点」で不定期連載していた東アジアに関するコラム「アジアが変える日本」が下敷きになっている。
コラムの内容は、
1. 『中国に立ち向かう日本、つき従う韓国』（2013年2月25日）
2. 『中国という蟻地獄に落ちた韓国』（2013年11月25日）、
3. 『「踏み絵」迫る米国 「逆切れ」する韓国』（2014年4月22日）
4. 『日本と韓国は「米中代理戦争」を闘う』（2014年9月16日）
5. 『「三面楚歌」にようやく気づいた韓国』（2015年3月9日）
6. 『「独り相撲」で転げ落ちた韓国』（2015年8月17日）、
7. 『「中国の尻馬」にしがみつく韓国』（2015年12月15日）
8. 『米中抗争の「捨て駒」にされる韓国』（2016年6月13日）[5]
9. 『孤立する韓国、「核武装」に走る』（2016年10月31日）[6]
10. 『米韓同盟消滅』（2018年10月20日）[7][8]

にまとめられて出版された。

## 関連文献

### 図書
- 鈴置高史『朝鮮半島201Z年』日本経済新聞出版社、2010年11月30日。ISBN 978-4-532-16769-1。 - 近未来政治経済小説。「早読み 深読み 朝鮮半島」を執筆する契機となった書籍。
- 鈴置高史『中国に立ち向かう日本、つき従う韓国』日経BP社(出版) 日経BPマーケティング(発売)、2013年2月25日。ISBN 978-4-8222-7414-6。 - 「早読み 深読み 朝鮮半島」の書籍化第1弾。2012年1月から2013年1月までの連載分と2012年5月の池上彰との対談を一冊にまとめた書籍である。
- 鈴置高史『中国という蟻地獄に落ちた韓国』日経BP社(出版) 日経BPマーケティング(発売)、2013年11月25日。ISBN 978-4-8222-7436-8。 - 「早読み 深読み 朝鮮半島」の書籍化第2弾。2013年2月から2013年10月までの連載分を一冊にまとめた書籍である。
- 鈴置高史『「踏み絵」迫る米国 「逆切れ」する韓国』日経BP社(出版) 日経BPマーケティング(発売)、2014年4月22日。ISBN 978-4-8222-7782-6。 - 「早読み 深読み 朝鮮半島」の書籍化第3弾。2013年10月から2014年3月までの連載分を一冊にまとめた書籍である。
- 鈴置高史『日本と韓国は「米中代理戦争」を闘う』日経BP社(出版) 日経BPマーケティング(発売)、2014年9月16日。ISBN 978-4-8222-7790-1。 - 「早読み 深読み 朝鮮半島」の書籍化第4弾。
- 鈴置高史『「三面楚歌」にようやく気づいた韓国』日経BP社(出版) 日経BPマーケティング(発売)、2015年3月9日。ISBN 978-4-8222-7908-0。 - 「早読み 深読み 朝鮮半島」の書籍化第5弾。
- 鈴置高史『「独り相撲」で転げ落ちた韓国』日経BP社(出版) 日経BPマーケティング(発売)、2015年8月17日。ISBN 978-4-8222-7929-5。 - 「早読み 深読み 朝鮮半島」の書籍化第6弾。
- 鈴置高史『「中国の尻馬」にしがみつく韓国』日経BP社(出版) 日経BPマーケティング(発売)、、2015年12月15日。ISBN 978-4-8222-7944-8。 - 「早読み 深読み 朝鮮半島」の書籍化第7弾。
- 鈴置高史『米中抗争の「捨て駒」にされる韓国』日経BP社(出版) 日経BPマーケティング(発売)、2016年6月13日。ISBN 978-4-8222-3658-8。 - 「早読み 深読み 朝鮮半島」の書籍化第8弾。
- 鈴置高史『孤立する韓国、「核武装」に走る』日経BP社(出版) 日経BPマーケティング(発売)、2016年10月31日。ISBN 978-4-8222-3680-9。 - 「早読み 深読み 朝鮮半島」の書籍化第9弾。
- 鈴置高史『米韓同盟消滅』新潮社〈新潮新書 785〉、2018年10月20日。ISBN 978-4-10-610785-6。

### 記事
- 木村幹、鈴置高史「激震！東アジア情勢　日韓関係はさらに悪くなる」『日経ビジネス』第1656号、日経BP社、2012年9月3日、92-95頁、ISSN 0029-0491。
- 木村幹、鈴置高史「激動するアジアの安全保障 日本が"盾"になる日は近い 木村幹氏×鈴置高史氏 対談 米国が朝鮮半島を見放す」『日経ビジネス』第1690号、日経BP社、2013年5月13日、119-122頁、ISSN 0029-0491。

### インタビュー
- 池上彰; 鈴置高史 (2012年5月9日). “池上彰の「学問のススメ」”. 北朝鮮、“ミサイル”失敗でもなぜ核実験？：日本経済新聞社編集委員　鈴置高史さんに聞く朝鮮半島情勢【番外編その1】.   日経ビジネスオンライン. 2014年5月17日閲覧。
- 池上彰; 鈴置高史 (2012年5月11日). “池上彰の「学問のススメ」”. 国際政治は再び「地政学」の時代に戻った：日本経済新聞社編集委員　鈴置高史さんに聞く朝鮮半島情勢【番外編その2】.   日経ビジネスオンライン. 2014年5月17日閲覧。
- 池上彰; 鈴置高史 (2012年5月16日). “池上彰の「学問のススメ」”. 小さくなる米国に、変わるアジアの安全保障：日本経済新聞社編集委員　鈴置高史さんに聞く朝鮮半島情勢【番外編その3】.   日経ビジネスオンライン. 2014年5月17日閲覧。
- 池上彰; 鈴置高史 (2012年5月18日). “池上彰の「学問のススメ」”. 各国が露骨に国益を追求する「地政学の時代」に日本はどうする？：日本経済新聞社編集委員　鈴置高史さんに聞く朝鮮半島情勢【番外編最終回】.   日経ビジネスオンライン. 2014年5月17日閲覧。
- 田中太郎; 鈴置高史 (2013年2月25日). “緊迫する朝鮮半島、韓国新政権はどうなる、日本はどうする”. 『中国に立ち向かう日本、つき従う韓国』の著者、鈴置高史氏に聞く.   日経ビジネスオンライン. 2014年8月1日閲覧。
- 鈴置高史「世界・アジア・日本 著者インタビュー 『中国に立ち向かう日本、つき従う韓国』鈴置高史（すずおきたかぶみ）さん」『アジア時報』第44巻第4号、アジア調査会、2013年4月、31-38頁、ISSN 0288-0377。

## 関連人物
- 荒木和博
- 荒木信子
- 池上彰
- 大泉啓一郎
- 岡本隆司
- 木村幹
- 真田幸光
- 趙甲済